# Box Inc.
Box, Inc. (trước đây là Box.net), là một công ty dịch vụ internet có trụ sở tại Redwood City, California. Mảng kinh doanh chính của công ty là dịch vụ quản lý, lưu trữ dữ liệu đám mây cho doanh nghiệp. Dịch vụ Box.com có ứng dụng dành cho Windows, macOS, và nhiều nền tảng di động khác. Box được sáng lập vào năm 2005.

## Lịch sử
Box là một dự án của Aaron Levie khi ông còn là sinh viên ở Đại học Nam California vào năm 2004. Levie bỏ học để tập trung toàn bộ thời gian cho dự án vào năm 2005. Levie trở thành CEO, trong khi người bạn thời thơ ấu Dylan Smith trở thành CFO.
Vào tháng Mười 2009, Box thực hiện thương vụ đầu tiên, mua lại Increo Solutions.
Vào Tháng Bảy 2014, Box nhận được 150 triệu Đô la Mỹ tiền đầu tư từ Coatue Management và TPG Capital.
Vào Tháng Mười Một 2014, Box mua lại startup phân mềm y tế MedXTvới giá 3.84 triệu Đô la Mỹ.
Vào Tháng Hai 2015, Box mua lại công ty dịch vụ lưu trữ dữ liệu đám mây Airpost.
Vào Tháng Bảy 2018, Box mua lại Butter.ai, một công ty cung cấp phần mềm tìm kiếm cho doanh nghiệp.
Vào Tháng Hai 2021, Box mua lại startup chữ ký điện tử SignRequest với giá 55 triệu Đô la Mỹ.

## Mô hình kinh doanh
Box là một doanh nghiệp điện toán đám mây với dịch vụ lưu trữ, quản lý và chia sẻ dữ liệu. Người dùng được cho phép chia sẻ tập tin của họ với người khác. Có ba loại tài khoản: Công ty, Hộ kinh doanh và Cá nhân.
Những khách hàng Công ty của Box gồm có IBM, GE, Schneider Electric, và Procter & Gamble.